# Echiniscus osellai
Echiniscus osellai är en djurart som tillhör fylumet trögkrypare, och som beskrevs av Walter Maucci 1975. Echiniscus osellai ingår i släktet Echiniscus och familjen Echiniscidae. Inga underarter finns listade i Catalogue of Life.